# Oliviero Twist (film 1916)
Oliviero Twist (Oliver Twist) è un film muto del 1916 diretto da James Young.
Il lungometraggio è tratto dall'omonimo romanzo di Charles Dickens e si basa su una produzione teatrale di successo che aveva debuttato a Broadway nel 1912. La storia era già stata ridotta per lo schermo in cortometraggio nel 1909 dal regista James Stuart Blackton e nel 1910 in Francia con L'Enfance d'Oliver Twist di Camille de Morlhon, e quindi nel 1912 in due lungometraggi: uno statunitense prodotto dalla General Film Company e uno britannico diretto da Thomas Bentley.
Secondo quelle che erano le convenzioni dell'epoca e la pratica stabilitasi nelle rappresentazioni teatrali sin dall'Ottocento, il ruolo (maschile) di protagonista fu affidato a Marie Doro che, quattro anni prima, già trentenne, aveva indossato i panni di Oliver sul palcoscenico. Per il ruolo di "Fagin" si opta come di norma per un attore di grande peso ed esperienza (qui Tully Marshall). Da segnalare anche la presenza del regista W. S. Van Dyke, nel ruolo di Charles Dickens, in una delle sue rarissime apparizioni sullo schermo come attore.
La successiva versione cinematografica del romanzo di Dickens, prodotta in Ungheria nel 1919, rappresenterà un momento di svolta in quanto per la prima volta vedrà un attore bambino, Tibor Lubinszky, nel ruolo del protagonista.

## Trama
Oliviero Twist vive sulla strada. Incontra un ladro, un ragazzo che si chiama Artful Dodger. Questo lo presenta al capo di una banda di ragazzini, ladruncoli e borseggiatori. Ma Oliviero non è un ladro e non può andare a rubare.

## Produzione

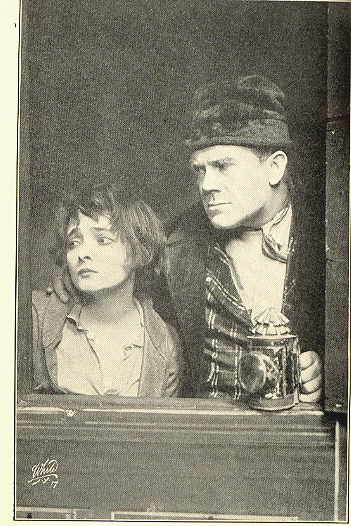
Marie Doro (Oliver) e Lyn Harding (Bill Sikes) interpreti della versione teatrale di Oliver Twist al New Amsterdam Theatre (1912)

A Broadway, il lavoro teatrale di J. Comyns Carr aveva avuto varie messe in scena. Nel 1912, fu ripreso da una produzione della Liebler & Co. che debuttò al New Amsterdam Theatre il 26 febbraio, passando poi all'Empire Theatre dal 25 marzo al maggio 1912 per un totale di ottanta repliche. Oliver era interpretato da Marie Doro, mentre Lyn Harding rivestiva i panni di Sykes. Constance Collier era Nancy e Nat C. Goodwin, Fagan.
Il film, basato sulla produzione teatrale, fu prodotto dalla Jesse L. Lasky Feature Play Company.

## Distribuzione
Il copyright del film, richiesto dalla Jesse L. Lasky Feature Play Co., fu registrato il 6 dicembre 1916 con il numero LP9669.
Il film, distribuito dalla Paramount Pictures, uscì nelle sale statunitensi il 10 dicembre 1916. In Danimarca, fu distribuito il 4 marzo 1918.
Non si conoscono copie ancora esistenti della pellicola che viene considerata presumibilmente perduta.

### Censura
In Italia, nel 1917, ottenne il visto di censura numero 12815. Ma, approvato con riserva, il film - distribuito dalla Cazzulino - venne censurato seguendo le indicazioni della commissione: Sopprimere nella parte 2ª le scene che si svolgono sotto i titoli: "La prima lezione di Oliviero"; "Nancy ho bisogno di soldi procuramene"; "Mandalo a far pratiche presso lo scaltro Roger", nelle quali sono rappresentate rispettivamente una scuola di furto con destrezza nei sobborghi di Londra, una lezione data ad Oliviero in ambienti di malavita con sfruttamento della giovane Nancy per parte di un delinquente, ed il furto con destrezza nelle vie di Londra di cui poi è accusato, sebbene innocente, Oliviero. 2.) Eliminare nell'ultima parte la scena in cui si vede la giovane Nancy che viene uccisa con un colpo di bastone alla testa.